# Natters
Natters est une commune du district d'Innsbruck-Land, au Tyrol (Autriche), située au sud de la ville d'Innsbruck.

## Personnalités
- Wolfgang Stegmüller, philosophe allemand et autrichien.